# Sumberduren (Krucil)
Sumberduren is een bestuurslaag in het regentschap Probolinggo van de provincie Oost-Java, Indonesië. Sumberduren telt 3617 inwoners (volkstelling 2010).